# Volotjajevka Vtoraja
Volotjajevka Vtoraja (russisk: Волоча́евка Втора́я), også Volotjajevka-2 (russisk: Волоча́евка-2), er en bymæssig bebyggelse (russisk: Посёлок городского типа) i den Jødiske autonome oblast i den fjernøstlige del af Rusland. Den har et indbyggertal på 1.917 (2023) indbyggere.
Volotjajevka Vtoraja ligger ved floden Tunguska, en biflod til floden Amur, ca. 125 km øst for oblastens hovedby Birobidzjan.